# العلاقات القبرصية الكرواتية
العلاقات القبرصية الكرواتية هي العلاقات الثنائية التي تجمع بين قبرص وكرواتيا.

## مقارنة بين البلدين
هذه مقارنة عامة ومرجعية للدولتين:
| وجه المقارنة                                              | قبرص                                                                 | كرواتيا                                                  |
| --------------------------------------------------------- | -------------------------------------------------------------------- | -------------------------------------------------------- |
| المساحة (كم2)                                             | 9.24 ألف                                                             | 56.59 ألف                                                |
| عدد السكان (نسمة)                                         | 1.14 مليون                                                           | 4.11 مليون                                               |
| الكثافة السكانية (ن./كم²)                                 | 123.38                                                               | 72.63                                                    |
| العاصمة                                                   | نيقوسيا                                                              | زغرب                                                     |
| اللغة الرسمية                                             | اليونانية الحديثة، اللغة التركية، لغة يونانية                        | اللغة الكرواتية                                          |
| العملة                                                    | يورو، جنيه قبرصي                                                     | كونا كرواتية                                             |
| الناتج المحلي الإجمالي (بليون دولار)                      | 21.65 مليار                                                          | 54.85 مليار                                              |
| الناتج المحلي الإجمالي (تعادل القوة الشرائية) بليون دولار | 26.73 مليار                                                          | 94.64 مليار                                              |
| الناتج المحلي الإجمالي الاسمي للفرد دولار أمريكي          | 23.24 ألف                                                            | 11.54 ألف                                                |
| الناتج المحلي الإجمالي للفرد دولار أمريكي                 | 30.24 ألف                                                            | 21.64 ألف                                                |
| مؤشر التنمية البشرية                                      | 0.850                                                                | 0.818                                                    |
| رمز المكالمات الدولي                                      | +357                                                                 | +385                                                     |
| رمز الإنترنت                                              | .cy                                                                  | .hr                                                      |
| المنطقة الزمنية                                           | ت ع م+02:00، ت ع م+03:00، توقيت شرق أوروبا، توقيت شرق أوروبا الصيفي ‏ | توقيت وسط أوروبا، ت ع م+01:00، ت ع م+02:00، أوروبا/زغرب ‏ |

## منظمات دولية مشتركة
يشترك البلدان في عضوية مجموعة من المنظمات الدولية، منها:
| علم المنظمة | اسم المنظمة                               | تاريخ انضمام قبرص | تاريخ انضمام كرواتيا |
| ----------- | ----------------------------------------- | ----------------- | -------------------- |
|             | المنظمة الأوروبية لسلامة الملاحة الجوية   | 1991              | 1997                 |
|             | المنظمة الهيدروغرافية الدولية             | ?                 | ?                    |
|             | منظمة الشرطة الجنائية الدولية             | ?                 | ?                    |
|             | الاتحاد البريدي العالمي                   | ?                 | ?                    |
|             | منظمة التجارة العالمية                    | ?                 | ?                    |
|             | الفريق المعني برصد الأرض                  | ?                 | ?                    |
|             | مجموعة الموردين النوويين                  | ?                 | ?                    |
|             | مؤسسة التنمية الدولية                     | 2 مارس 1962       | 25 فبراير 1993       |
|             | منظمة الأمن والتعاون في أوروبا            | 25 يونيو 1973     | 24 مارس 1992         |
|             | مؤسسة التمويل الدولية                     | 2 مارس 1962       | 25 فبراير 1993       |
|             | مجلس أوروبا                               | ?                 | ?                    |
|             | منظمة حظر الأسلحة الكيميائية              | ?                 | ?                    |
|             | الأمم المتحدة                             | 20 سبتمبر 1960    | 22 مايو 1992         |
|             | الاتحاد الدولي للاتصالات                  | 24 أبريل 1961     | 3 يونيو 1992         |
|             | الاتحاد الأوروبي                          | 1 مايو 2004       | 1 يوليو 2013         |
|             | البنك الدولي للإنشاء والتعمير             | 21 ديسمبر 1961    | 25 فبراير 1993       |
|             | مجموعة أستراليا                           | 2000              | 2007                 |
|             | المركز الدولي لتسوية المنازعات الاستشارية | 25 ديسمبر 1966    | 22 أكتوبر 1998       |
|             | وكالة ضمان الاستثمار متعدد الأطراف        | 12 أبريل 1988     | 19 مارس 1993         |
|             | يونسكو                                    | 6 فبراير 1961     | 1 يونيو 1992         |

## وصلات خارجية
- موقع وزارة الخارجية القبرصية
- موقع وزارة الخارجية الكرواتية